# Kellgren-Preis
Der Kellgren-Preis (schwedisch Kellgrenpriset) ist ein schwedischer Literaturpreis. Der dem Dichter und Aufklärer Johan Henrik Kellgren (1751–1795) gewidmete Preis wurde 1979 gestiftet und wird jährlich von der Schwedischen Akademie verliehen. Er ist mit 200.000 Kronen dotiert (Stand 2018); finanziert wird er vom Karin och Karl Ragnar Gierows donationsfond.

## Preisträger

### 1979–1990
- 1979: Karl Vennberg
- 1980: Sven Barthel
- 1981: Tomas Tranströmer
- 1982: Gunnel Ahlin, Lars Ahlin
- 1983: Johannes Edfelt[1]
- 1984: Kerstin Ekman
- 1985: Lars Norén
- 1986: Lars Gyllensten
- 1987: Ulf Linde
- 1988: Knut Ahnlund[2]
- 1989: Sven Delblanc
- 1990: P C Jersild

### 1991–2000
- 1991: Birgitta Trotzig
- 1992: Sune Örnberg
- 1993: Torgny Segerstedt
- 1994: Johannes Edfelt
- 1995: Inge Jonsson
- 1996: Stig Claesson
- 1997: Johan Asplund
- 1998: Kjell Espmark
- 1999: Torsten Ekbom
- 2000: Sven Lindqvist

### 2001–2010
- 2001: Göran Malmqvist[3]
- 2002: Sven-Eric Liedman
- 2003: Thomas von Vegesack
- 2004: Anders Bodegård
- 2005: Yvonne Hirdman
- 2006: Anders Piltz
- 2007: Harry Järv
- 2008: Ingvar Björkeson
- 2009: Bengt Emil Johnson
- 2010: Jan Stolpe

### 2011–2020
- 2011: Aris Fioretos[4]
- 2012: Agneta Pleijel
- 2013: Maciej Zaremba
- 2014: Matti Klinge
- 2015: Cecilia Lindqvist
- 2016: Eva Österberg
- 2017: Johan Svedjedal
- 2018: Ulf Peter Hallberg
- 2019: Fredric Bedoire
- 2020: Gunnar Broberg

### Seit 2021
- 2021: Suzanne Osten
- 2022: Anders Cullhed
- 2023: Svante Nordin
- 2024: Inger Johansson